# Elisabeth Ländle
Elisabeth Ländle ist eine ehemalige deutsche Curlerin.
1993 gewann Ländle bei den  Weltmeisterschaften der Frauen Silber und 1994 Bronze.

## Teams
| Saison  | Skip                      | Third                         | Second                        | Lead              | Alternate Coach                | Events                   |
| ------- | ------------------------- | ----------------------------- | ----------------------------- | ----------------- | ------------------------------ | ------------------------ |
| 1989–90 | Karoline Schlachter (4th) | Monica Imminger (skip)        | Elisabeth Ländle              | Alexandra Theurer | Ulanou Klotz                   | WJCC 1990 (10th)         |
| 1991–92 | Josefine Einsle           | Petra Tschetsch-Hiltensberger | Elisabeth Ländle              | Karin Fischer     | Almut Hege-Schöll (WCC)        | GWCC 1992 WCC 1992 (8th) |
| 1992–93 | Janet Strayer             | Josefine Einsle               | Petra Tschetsch-Hiltensberger | Karin Fischer     | Elisabeth Ländle               | GWCC 1993 WCC 1993       |
| 1993–94 | Josefine Einsle           | Petra Tschetsch-Hiltensberger | Elisabeth Ländle              | Karin Fischer     | Michaela Greif                 | ECC 1993 (6th)           |
| 1993–94 | Josefine Einsle           | Michaela Greif                | Karin Fischer                 | Elisabeth Ländle  | Sabine Weber                   | WCC 1994                 |
| 1999–00 | Petra Tschetsch           | Daniela Jentsch               | Karin Fischer                 | Gesa Angrick      | Elisabeth Ländle Keith Wendorf | WCC 2000 (6th)           |
| 2000–01 | Petra Tschetsch           | Josefine Heinzle              | Karin Fischer                 | Gesa Angrick      | Elisabeth Ländle               | GWCC 2001                |